# جايسون بينيت
جايسون بينيت (2 ديسمبر 1986 بجاكسونفيل في الولايات المتحدة - ) (بالإنجليزية: Jason Bennett)‏ هو لاعب كرة سلة أمريكي في مركز الوسط. لعب مع Jacksonville Giants ‏.

## وصلات خارجية
- جايسون بينيت على موقع كلية كرة السلة في سبورتس رفرنس.كوم (الإنجليزية)
- جايسون بينيت على موقع بروبوليرز (الإنجليزية)

1. 1 2  College Basketball at Sports-Reference.com، QID:Q100311335
2. ↑  College Basketball at Sports-Reference.com، QID:Q100311335